# Clarkia speciosa
Clarkia speciosa är en dunörtsväxtart som beskrevs av H.F. och Margaret Ensign Lewis. Clarkia speciosa ingår i släktet clarkior, och familjen dunörtsväxter.

## Underarter
Arten delas in i följande underarter:
- C. s. immaculata
- C. s. nitens
- C. s. polyantha
- C. s. speciosa